# Michadee Candide Babindamana Bikounkou
Michadee Candide Babindamana Bikounkou, née le 9 juin 1996, est une karatéka congolaise (RC).

## Carrière
Elle obtient la médaille d'argent en kumite par équipes lors des Jeux africains de 2019 à Rabat et la médaille de bronze en kumite par équipes lors des Championnats d'Afrique de karaté 2020 à Tanger ainsi qu'aux Championnats d'Afrique de karaté 2021 au Caire.